# سیارک ۷۶۲۷
سیارک ۷۶۲۷ (به انگلیسی: 7627 Wakenokiyomaro، نامگذاری:1977DS4) هفت هزار و ششصد و بیست و هفتمین سیارک کشف شده‌است که در ۱۸ فوریه ۱۹۷۷ کشف شد.
قدر مطلق سیارک برابر ۱۳٫۳۰ است.